# Берковиці (Нижньосілезьке воєводство)
Берковиці (пол. Bierkowice, нім. Birgwitz) — село в Польщі, у гміні Клодзко Клодзького повіту Нижньосілезького воєводства.
Населення — 506 осіб (2011).
У 1975-1998 роках село належало до Валбжиського воєводства.

## Демографія
Демографічна структура станом на 31 березня 2011 року:
|          | Загалом | Допрацездатний вік | Працездатний вік | Постпрацездатний вік |
| -------- | ------- | ------------------ | ---------------- | -------------------- |
| Чоловіки | 247     | 40                 | 190              | 17                   |
| Жінки    | 259     | 47                 | 162              | 50                   |
| Разом    | 506     | 87                 | 352              | 67                   |